# Мокрая Хохловка
Мокрая Хохловка — деревня в Пителинском районе Рязанской области. Входит в Нестеровское сельское поселение.

## География
Находится в северо-восточной части Рязанской области на расстоянии приблизительно 14 км на юго-запад по прямой от районного центра поселка Пителино на правом берегу речки Пёт.

## История
На карте 1816 года на месте нынешней деревни располагались Мокрые выселки. На карте 1862 года здесь располагались уже деревни Хохловка и Займище. Считается, что Займище была основана выходцами из села Мокрое Сасовского района. В этом же 1862 году здесь (территория Елатомского уезда Тамбовской губернии) было учтено 49 дворов в Хохловке и 26 в Займище.

## Население
Численность населения: 123 человека в Хохловке и 325 в Займище (1862 год), 865 (1914), 17 в 2002 году (русские 94 %), 1 в 2010.